# Freedom Force vs. The 3rd Reich
Pour les articles homonymes, voir Freedom Force.
Freedom Force vs. The 3rd Reich est un jeu vidéo de type tactical RPG développé par Irrational Games et édité par Electronic Arts puis 2K Games, sorti en 2005 sur Windows. Il fait suite à Freedom Force.

## Accueil
- Jeuxvideo.com : 15/20[1]